# Елшанка (приток Самары)
Елшанка — река в России, протекает по Бузулукскому и Тоцкому районам Оренбургской области. Правый приток реки Самары (бассейн Волги).

## География
Длина — 22 км, площадь бассейна — 119 км². Исток реки находится в 3,5 км к северо-северо-востоку от села Елшанка Вторая Бузулукского района. Течёт на юг, впадает в Самару напротив села Тоцкое (344 км от устья).

## Данные водного реестра
Код объекта в государственном водном реестре — 11010001012112100006716.